# Гамбийски хомяковиден плъх
Гамбийският хомяковиден плъх (Cricetomys gambianus), известен също като африкански гигантски плъх е вид бозайник от семейство Nesomyidae. Той е нощно животно и е сред най-големите гризачи в света, достигащ до около 90 см дължина, заедно с опашката си, която съставлява половината от дължината му.
Гамбийският плъх има много лошо зрение и оцеляването му зависи изцяло от сетивата мирис и слух. Той всъщност не е истински плъх, а е част от африканския род на гризачите. Обикновено тежи между 1 и 1,4 килограма. В родната си Африка Гамбийският плъх живее в колонии от двадесет екземпляра, които обитават обикновено гори и гъсталаци, но също често населяват и термитни могили. Той е всеяден, хранещ се със зеленчуци, насекоми, раци, охлюви и други подобни, но предпочита палмови плодове и палмови ядки.
За разлика от домашните плъхове, той има издути бузи като на хамстер. Тези торбести бузи му позволяват да събере няколко килограма ядки за една нощ, които складира под земята. Земните дупки, в които живее, се състоят от един основен дълъг проход, който се разклонява на странични алеи и няколко камери, предназначени едни за спане, а други – за съхранение. Гамбийският плъх достига сексуална зрялост на възраст между 5 и 7 месеца. Мъжките са териториални и обикновено са агресивни, когато се срещат помежду си.

## Разпространение и местообитание
Разпространен е в Ангола, Бенин, Ботсвана, Буркина Фасо, Бурунди, Габон, Гамбия, Гана, Гвинея, Гвинея-Бисау, Замбия, Зимбабве, Кения, Република Конго, Демократична република Конго, Кот д'Ивоар, Мавритания, Малави, Мали, Мозамбик, Нигер, Нигерия, Руанда, Сенегал, Судан, Танзания, Того, Уганда, Централноафриканската република, Чад, Южен Судан и Южна Африка.